# Canthidium seladon
Canthidium seladon är en skalbaggsart som beskrevs av Vladimir Balthasar 1939. Canthidium seladon ingår i släktet Canthidium och familjen bladhorningar. Inga underarter finns listade.